# Бой в Баренцевом море
Бой в Баренцевом море или Новогодний бой состоялся 31 декабря 1942 года между британскими кораблями, входившими в состав боевого охранения арктического конвоя JW-51B и немецкими рейдерами. Лёгким кораблям эскорта удалось сорвать атаку превосходящих сил немецкого флота, в том числе тяжёлых крейсеров «Hipper» («Адмирал Хиппер») и «Lützow». Неудачный для немцев исход сражения едва не привел к расформированию надводных сил немецкого ВМФ. Командующий флотом адмирал Редер через месяц подал в отставку.

## Предыстория
Поставки в СССР арктическими конвоями начались в сентябре 1941 года. В начале конвои отправлялись каждые два месяца и имели обозначения PQ (туда) и QP (обратно). Первое время конвои доходили почти без потерь: к весне 1942 года был потерян лишь один грузовой корабль из 103. Немецкое командование быстро оценило значение поставок для войны на Восточном фронте и бросило на борьбу с конвоями основные силы военного флота: в январе 1942 года в Норвегию на базу Тронхейм был переведен линкор «Tirpitz», в марте — тяжелый крейсер «Admiral Scheer». На базах вдоль арктического побережья были размещены дополнительные силы авиации и подводных лодок. В результате принятых немцами мер потери союзников резко возросли: в июле 1942 года был практически полностью разгромлен конвой «PQ-17»; следующий конвой «PQ-18» (в сентябре 1942 года) также понес большой урон. Ввиду тяжёлых потерь в кораблях и экипажах британское правительство решило прекратить поставки в светлое время года.
С наступлением полярной ночи была начата новая серия конвоев с индексами JW (туда) и RA (обратно). Конвой «JW-51B» был вторым в новой серии. В состав конвоя входило 14 торговых судов, груз которых составлял: 202 танка, 2 046 прочих транспортных средств, 87 истребителей, 33 бомбардировщика, 11 500 тонн горючего, 12 650 тонн авиационного топлива, и свыше 54 000 тонн прочих припасов.

В эскорт входили британские эсминцы HMS Achates, HMS Orwell, HMS Oribi, HMS Onslow, HMS Obedient, и HMS Obdurate; два корвета типа «Флауэр» — HMS Rhododendron и HMS Hyderabad; тральщик HMS Bramble; и вооружённые траулеры Vizalma и Northern Gem. Конвой следовал под общим командованием капитана 1 ранга Роберта Сент-Винсент Шербрука, командира 17-й флотилии эсминцев, державшего флаг на HMS Onslow.
Кроме того, прикрытие обеспечивали два лёгких крейсера, HMS Sheffield и HMS Jamaica, прикрывавших до этого переход конвоя JW-51A. Этими кораблями — «Соединением R» командовал контр-адмирал Роберт Л. Барнетт, державший флаг на HMS Sheffield. Они вышли из Кольского залива 27 декабря и должны были встретить конвой в самой опасной точке маршрута. Дальнее прикрытие состояло из линкора Кинг Джордж V, тяжелого крейсера Бервик и трёх эсминцев. Его задача состояла в том чтобы нанести удар по германским тяжелым кораблям, в первую очередь по линкорам «Tirpitz», «Scharnhorst», в том случае, если они будут принимать участие в нападении на конвой.
Немецкие силы состояли из двух тяжёлых крейсеров «Hipper», «Lützow» и шести эскадренных миноносцев типа 1934, 1934А и типа 1936А (1936A(Mob)): «Friedrich Eckholdt», «Richard Beitzen», «Theodor Riedel», «Z-29», «Z-30» и «Z-31». Эти суда были дислоцированы в Альтен-фьорде, Норвегия, и находились под общем командованием вице-адмирала Оскара Кумметца на «Hipper».

## План Regenbogen
Германский морской штаб разработал план атаки конвоя под кодовым названием Regenbogen («Радуга»). План состоял в использовании карманного линкора «Lützow» и тяжелого крейсера «Hipper» в сопровождении шести эсминцев. После ночного выхода с базы в Альта-фьорд силы должны были разделиться на две группы, так чтобы к наступлению утра «Lützow» оказался бы в 75 милях к югу от «Hipper». Затем обе группы поворачивали на восток вдоль предполагаемого курса конвоя, при этом эсминцы сопровождения каждой группы расходились таким образом, чтобы вся группа занимала по ширине около 15 миль. После обнаружения конвоя первый удар наносила северная группа во главе с «Hipper», что должно было отвлечь силы прикрытия к северу, а конвой стал бы уходить в южном направлении, попадая под огонь «Lützow». Предполагалось, что «Hipper» легко разделается с гораздо более слабыми силами непосредственного прикрытия конвоя, в то время как «Lützow» получит возможность уничтожить грузовые суда.
Немцам, однако, не было известно о присутствии в Баренцевом море крейсеров HMS Sheffield и HMS Jamaica, прибывших туда ранее в составе эскорта предыдущего конвоя «JW51-A». Командовал крейсерами контр-адмирал Роберт Барнетт — ветеран арктических конвоев. Крейсера Барнетта патрулировали участок к северу от Кольского полуострова, как раз на пути следования «JW51-B».

## Погодные условия
Конвой шёл в условиях полярной ночи: видимость составляла примерно 7 миль в северном направлении и 10 миль в южном. Небо, как правило, было покрыто низкой облачностью. Температура воздуха нередко опускалась до −15 по Цельсию и ниже. Из-за частых штормов надстройки кораблей были покрыты толстым слоем льда: вес льда на небольших судах охранения достигал 150 тонн, что грозило потерей остойчивости. Обледенение мешало действию орудий, а также приборов наблюдения и связи.

## Ход боя
Вначале события развивались в соответствии с немецким планом. 30 декабря конвой был обнаружен немецкой подлодкой U-354 (кап.-лейт. Herbschleb). Адмирал Рёдер взял общее командование операцией на себя и приказал группе перехвата немедленно выходить в море. Утром 31 декабря северная часть группы, — «Hipper» и три эсминца, — настигла конвой.
Первым их встретил тральщик HMS Bramble (J11), шедший позади конвоя для поиска отстающих судов. Он открыл ответный огонь, но залпы 8-дюймовых орудий крейсера нанесли ему тяжёлые повреждения, а эсминец Z16 Friedrich Eckoldt добил британца. Весь экипаж тральщика (по штату 121 человек) погиб.
В 08:30 корвет HMS Hyderabad, шедший по правому борту конвоя, заметил на горизонте два эсминца. Капитан корвета решил, что эсминцы советские и не предпринял никаких действий. Через 10 минут те же корабли были замечены с эсминца HMS Obdurate. На этот раз английский капитан доложил о встрече адмиралу Шербруку и пошёл навстречу незнакомцам. В 09:15 Obdurate просигналил неизвестным эсминцам запрос, но не получил ответа. Это не вызвало подозрений, поскольку англичане по-прежнему считали, что встретили советский патруль. Однако в этот момент немецкие эсминцы открыли огонь и англичане немедленно стали перестраиваться в боевой порядок, заранее разработанный Шербруком: Onslow, Obdurate, Obedient и Orwell пошли навстречу противнику, а Achates, находившийся между нападавшими и конвоем, начал ставить дымзавесу. Примерно через полчаса Шербрук заметил крупный корабль, идущий курсом прямо на него. Через некоторое время неизвестный корабль начал поворот и Шербрук немедленно узнал по силуэту «Hipper».
В 09:30 сигнал о встрече с противником был послан Барнету и Соединение R форсированным ходом пошло к месту боя. Тем временем «Hipper» открыл прицельный огонь по Achates, хорошо заметному на фоне светлой дымовой завесы. Эсминец получил тяжёлые повреждения: погибло 40 человек команды, включая капитана (A.H.T. Jones), но в этот момент «Hipper» перенес огонь на Onslow и Orwell. Эсминцы начали маневрировать, скрываясь за порывами снежного шквала и дымом. Плохая видимость затрудняла действия немецких наводчиков, а эффективность радаров наведения оказалась недостаточной. Повреждённый Achates тем временем продолжал ставить завесу. Однако к 12:54 его крен достиг 60 градусов и 80 оставшихся в живых моряков эсминца были сняты подошедшим траулером. В 13:14 HMS Achates перевернулся и затонул.
К этому времени у Шербрука сложилось мнение, что Кумметц избегает боя. Вместо решительного сближения «Hipper» маневрировал, скрываясь за дымом и снежными зарядами. Тем не менее, в ответ на действия немцев англичане поступили так, как предполагал немецкий план: за дымовой завесой конвой стал уходить на юго-восток, где его уже поджидал «Lützow». В свою очередь, Orwell и Onslow направились в сторону «Hipper», постоянно имитируя торпедные атаки и мешая крейсеру приблизиться к конвою. Остальные корабли охранения ушли вместе с конвоем. Тем временем «Hipper» и два британских эсминца вели перестрелку, которая не дала результатов из-за плохой видимости и обледенения орудий. Маневрируя, Onslow удалось уклониться от 5 залпов главного калибра «Hipper», однако в 10:20 203-мм снаряд задел трубу эсминца. Взрывом была также снесена антенна радара, а осколки осыпали мостик, где в этот момент находился командующий эскортом Шербрук. Один из осколков попал Шербруку в лицо, разбив скуловую кость и выбив левый глаз. Кроме Шербрука, на Onslow пострадало ещё 47 человек. Командование флотилией принял капитан 3-го ранга Кинлох (Lt. Commander D. C. Kinloch) на эсминце Obedient. Немецкий адмирал не догадывался о тяжелом положении на Onslow, поскольку его внимание отвлек Obedient, нахально завязавший перестрелку. Короткая перестрелка не дала результатов ни одной стороне. К тому же Кумметц постоянно помнил, что у эсминца имелось 9 торпед, а бронирование «Hipper» было явно недостаточным.

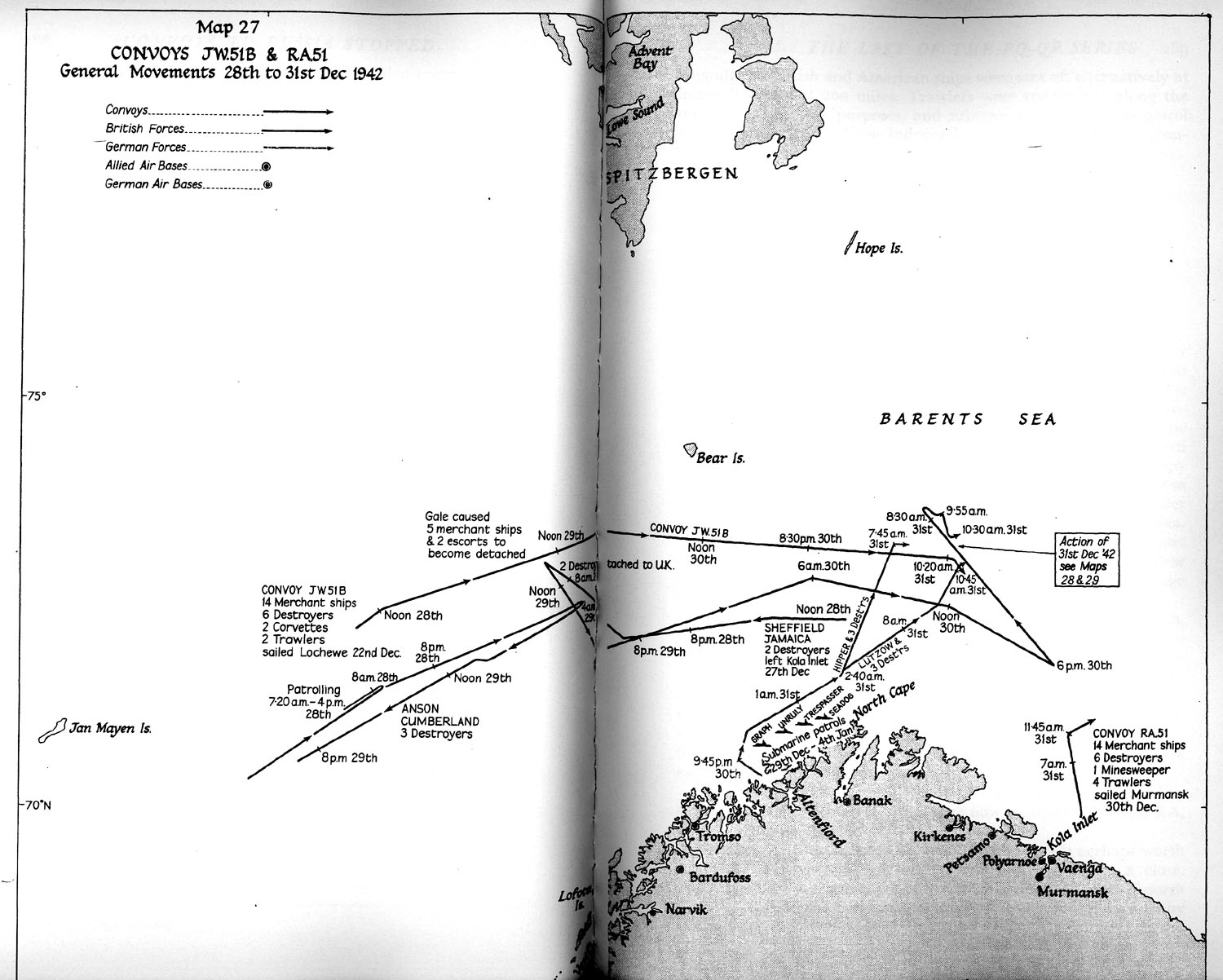
Схема движения конвоя 28 — 31 декабря 1942

HMS Sheffield и HMS Jamaica появились на поле боя неожиданно для немцев. Первым открыл огонь Sheffield и через несколько залпов начал попадать в «Hipper». Кумметц начал маневрировать и поставил дымзавесу, но «Hipper» продолжал получать попадания. Принимая во внимания указания Гитлера не подвергать корабль чрезмерному риску, Кумметц решил уходить и отдал приказ своим эсминцам начать отход (11:33). Немецкие эсминцы «Friedrich Eckholdt» и «Richard Beitzen» в сумерках приняли Sheffield и Jamaica, которые они не ожидали здесь встретить, за «Hipper» и «Lützow» и сделали попытку пристроиться к ним. Прежде чем немецкие капитаны поняли свою ошибку, англичане открыли по ним огонь. «Friedrich Eckholdt», шедший первым, получил попадание в центр корпуса и затонул менее, чем за две минуты, а «Richard Beitzen» ускользнул без повреждений. Эти события отвлекли британские крейсера и они потеряли контакт с «Hipper», который полным ходом уходил на восток в предполагаемом направлении «Lützow».
Тем временем «Lützow» перехватил уходивший на юго-восток караван грузовых судов, при этом первый из них был на расстоянии 3 миль от рейдера, а последний — 7 миль. «Lützow» выпустил 87 280-мм снарядов и 75 150-мм, но ни разу не попал. После этого капитан «Lützow» принял решение о возвращении на базу в Альта-фьорд.
Британские эсминцы собрали конвой и продолжили путь в Мурманск. Напряженность сохранялась, поскольку неповреждённым остался лишь один эсминец, в то время как имелись опасения, что где-то поблизости может находиться германский крейсер «Nürnberg». Тревога спала лишь после сообщения Би-Би-Си о том, что все немецкие корабли вернулись на свои базы.

## Итоги
В ходе боя были потоплены два британских корабля охранения — эсминец HMS «Achates» и тральщик HMS «Bramble», а немецкий флот потерял эскадренный миноносец «Z-16» «Friedrich Eckholdt», уничтоженный сосредоточенным огнём лёгких крейсеров. Кроме того, «Hipper» получил тяжёлые повреждения и едва добрался до Ко-фьорда.
Конвой благополучно прибыл в Кольский залив, не потеряв ни одного транспорта.

## Последствия
Узнав о том, что более слабые британские силы отогнали два тяжёлых крейсера с кораблями сопровождения, Гитлер пришёл в бешенство и принял решение расформировать надводный военно-морской флот и отправить корабли на металл, а их орудия использовать для береговой обороны. В результате осуществления такого приказа действия германского флота должны были быть сведены к операциям подводных лодок. Верховный командующий ВМФ Германии адмирал Эрих Редер был смещён со своего поста, закрыты проекты постройки новых надводных судов. Однако сменивший его Карл Дёниц, несмотря на свою приверженность доктрине подводной войны, нашёл доводы против расформирования надводного флота и уговорил Гитлера сохранить крупные надводные корабли и держать их на северных коммуникациях.